# 1939 en Nouvelle-Écosse
Chronologie de la Nouvelle-Écosse
- 1935
- 1936
- 1937
- 1938
- 1939
- 1940
- 1941
- 1942
- 1943

Cette page concerne des événements d'actualité qui se sont produits durant l'année 1939 dans la province canadienne de la Nouvelle-Écosse.

## Politique
- Premier ministre : Angus L. Macdonald
- Chef de l'Opposition :
- Lieutenant-gouverneur : Robert Irwin
- Législature :

## Naissances
- 28 août : Robert Aitken (né à Kentville ) est un flûtiste, compositeur et chef d'orchestre canadien.